# Nikolaus von Bismarck

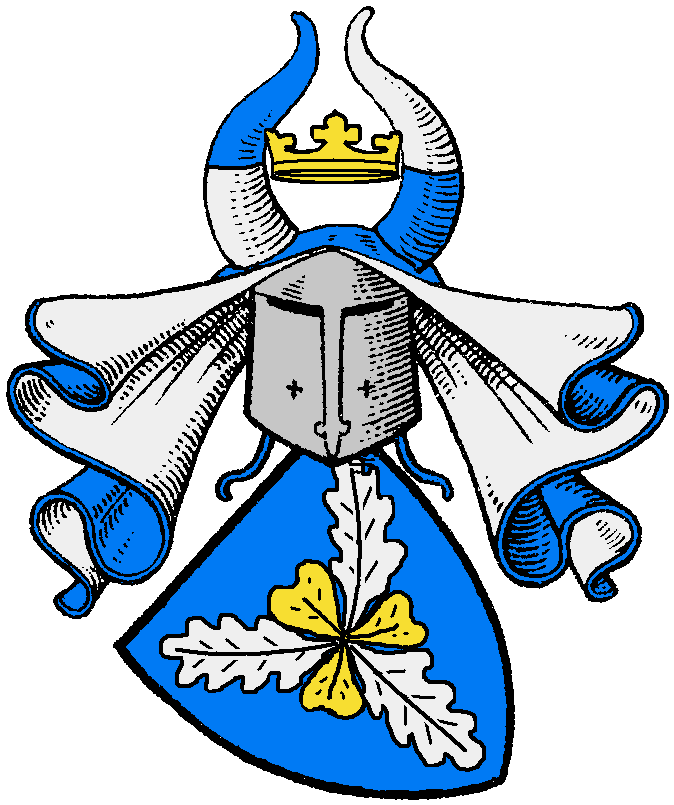
Wappen derer von Bismarck

 Nikolaus (Klaus) von Bismarck  (* 1307 in Stendal; † 28. August 1377 in Burgstall) war ein Stendaler Patrizier, Großkaufmann, erzbischöflich magdeburgischer Stifthauptmann, markgräflich brandenburgischer Rat und Hofmeister.

## Leben
Nikolaus (Klaus oder Claus) war ein Sohn des Rudolf (Rule) von Bismarck (um 1280–1340) und der Margarethe von Portitz. Er entstammte dem Stendaler Patriziergeschlecht der Bismarcks, die zur Zeit seiner Geburt seit einigen Jahrzehnten Ratsherren und erfolgreiche Kaufleute der aufstrebenden Stadt darstellten. Klaus von Bismarck vermählte sich mit Heilwig von Kröcher, mit der er den Mannesstamm seines Geschlechts fortsetzte.
Er unterstützte den wittelsbachischen Markgrafen und Kurfürsten Ludwig I. finanziell und politisch. Dafür wurde er von diesem mit dem Schloss Burgstall in der südlichen Altmark belohnt. Dieser wachsende politische Einfluss sowie allgemein die Pfründenwirtschaft der Patrizier führte zum Stendaler Handwerkeraufstand von 1345. Der aus der Stadt vertriebene Nikolaus von Bismarck suchte Zuflucht in Burgstall. Als Teil der Versöhnung mit dem Stadtrat stiftete er 1350 zusammen mit Johann und Burkhard Sweder das Sankt-Gertrud-Hospital zu Stendal. Seit 1353 trat er unter Markgraf Ludwig II., dem „Römer“ auch als markgräflicher Rat auf und blieb in dieser Stellung, vielfach in unmittelbarer Umgebung dieses Fürsten, bis 1361. Als sein Verwandter Dietrich von Portitz 1361 Erzbischof von Magdeburg wurde, nahm Nikolaus von Bismarck bei ihm die Stelle eines Stifthauptmanns an. Der Ruf von seiner ausgezeichneten Haushaltung und Verwaltung des Erzstifts veranlasste nach dem Tod des Erzbischofs 1367 seine Zurückberufung in die Heimat. Aber erst nach der Anerkennung der neuen Stadtverfassung durfte er nach Stendal zurückkehren. Bismarck wurde unter dem Wittelsbacher Markgraf Otto V., dem „Faulen“ Hofmeister und erhielt damit nicht nur die oberste Hofcharge, sondern auch die höchste Verwaltungsstelle des Kurfürstentums Brandenburg, die er bis zum Aufhören der Regierung des bayerischen Hauses in Kurbrandenburg im Jahr 1373 innehatte. Unter den nun folgenden Luxemburgern scheint er sich, ohnehin hochbetagt, von Ämtern ferngehalten zu haben. Ihm gehörte ein Haus am Domplatz in Magdeburg, das er letztlich an Erzbischof Peter verkaufte. Zu Lebzeiten wurde er letztmals 1377 erwähnt.

## Ehrungen
Die Siegesallee Kaiser Wilhelms II. stellte ihn an die Seite des luxemburgischen Kaisers Karl IV.

### Sekundärliteratur
- Wilhelm Crecelius: Bismarck, Klaus von. In: Allgemeine Deutsche Biographie (ADB). Band 2, Duncker & Humblot, Leipzig 1875, S. 680.
- Evamaria Engel: Lehnbürger, Bauern und Feudalherren in der Altmark um 1375. In: Feudalstruktur, Lehnbürgertum und Fernhandel im spätmittelalterlichen Brandenburg. Einleitung von Eckhard Müller-Mertens (= Hansischer Geschichtsverein [Hrsg.]: Abhandlungen zur Handels- und Sozialgeschichte. Band VII). Verlag Hermann Böhlaus Nachfolger, Weimar 1967, DNB 456539689, S. 29–220.
- Ernst Engelberg: Klaus von Bismarck und das Machtspiel Karls IV. In: Evamaria Engel im Auftrag Zentralinstitut für Geschichte an Akademie der Wissenschaften der DDR (Hrsg.): Karl IV. Politik und Ideologie im 14. Jahrhundert. Hermann Böhlaus Nachfolger, Weimar 1982, DNB 830490582, S. 214–228.
- Walter Flex: Der Kanzler Klaus von Bismarck. Evangelische Gesellschaft, Stuttgart 1915, DNB 57982747X (literarische und historische Idealisierung seines Lebens).
- Martin Wiehle: Altmark-Persönlichkeiten. Biographisches Lexikon der Altmark, des Elbe-Havel-Landes und des Jerichower Landes (= Beiträge zur Kulturgeschichte der Altmark und ihrer Randgebiete. Band 5). Dr. Ziethen Verlag, Oschersleben 1999, ISBN 978-3-932090-61-5.